# Schönwies
Schönwies è un comune austriaco di 1 726 abitanti nel distretto di Landeck, in Tirolo.